# UCI ProSeries 2022
UCI ProSeries 2022 – 3. edycja cyklu wyścigów kolarskich UCI ProSeries.
W kalendarzu 3. edycji cyklu UCI ProSeries znalazło się początkowo ponad 50 wyścigów rozgrywanych między 30 stycznia a 16 października 2022, jednak część z nich została odwołana.

## Kalendarz
Opracowano na podstawie:
| UCI ProSeries 2022          | UCI ProSeries 2022 | UCI ProSeries 2022                     | UCI ProSeries 2022 | UCI ProSeries 2022                                      | UCI ProSeries 2022                                      | UCI ProSeries 2022                                      | UCI ProSeries 2022 |
| Data                        | Państwo            | Wyścig                                 | Kat.               | Zwycięzca                                               | Drugie miejsce                                          | Trzecie miejsce                                         |                    |
| --------------------------- | ------------------ | -------------------------------------- | ------------------ | ------------------------------------------------------- | ------------------------------------------------------- | ------------------------------------------------------- | ------------------ |
| 30 stycznia – 6 lutego 2022 | Argentyna          | Vuelta a San Juan                      | 2.Pro              | odwołany                                                |                                                         |                                                         |                    |
| 2 – 6 lutego 2022           | Hiszpania          | Volta a la Comunitat Valenciana        | 2.Pro              | Aleksandr Własow (Bora-Hansgrohe)                       | Remco Evenepoel (Quick-Step Alpha Vinyl)                | Carlos Rodríguez (Ineos Grenadiers)                     |                    |
| 10 – 15 lutego 2022         | Oman               | Tour of Oman                           | 2.Pro              | Jan Hirt (Intermarché-Wanty-Gobert Matériaux)           | Fausto Masnada (Quick-Step Alpha Vinyl)                 | Rui Costa (UAE Team Emirates)                           |                    |
| 10 – 13 lutego 2022         | Francja            | Tour de La Provence                    | 2.Pro              | Nairo Quintana (Arkéa-Samsic)                           | Julian Alaphilippe (Quick-Step Alpha Vinyl)             | Mattias Skjelmose (Trek-Segafredo)                      |                    |
| 13 lut                      | Hiszpania          | Clásica de Almería                     | 1.Pro              | Alexander Kristoff (Intermarché-Wanty-Gobert Matériaux) | Nacer Bouhanni (Arkéa-Samsic)                           | Giacomo Nizzolo (Israel-Premier Tech)                   |                    |
| 16 – 20 lutego 2022         | Portugalia         | Volta ao Algarve                       | 2.Pro              | Remco Evenepoel (Quick-Step Alpha Vinyl)                | Brandon McNulty (UAE Team Emirates)                     | Daniel Felipe Martínez (Ineos Grenadiers)               |                    |
| 16 – 20 lutego 2022         | Hiszpania          | Vuelta a Andalucía                     | 2.Pro              | Wout Poels (Bahrain Victorious)                         | Cristián Rodríguez (TotalEnergies)                      | Miguel Ángel López (Astana Qazaqstan Team)              |                    |
| 26 lut                      | Francja            | Classic de l’Ardèche                   | 1.Pro              | Brandon McNulty (UAE Team Emirates)                     | Mauri Vansevenant (Quick-Step Alpha Vinyl)              | Sepp Kuss (Jumbo-Visma)                                 |                    |
| 27 lut                      | Francja            | La Drôme Classic                       | 1.Pro              | Jonas Vingegaard (Jumbo-Visma)                          | Guillaume Martin (Cofidis)                              | Benoît Cosnefroy (AG2R Citroën Team)                    |                    |
| 27 lut                      | Belgia             | Kuurne-Bruksela-Kuurne                 | 1.Pro              | Fabio Jakobsen (Quick-Step Alpha Vinyl)                 | Caleb Ewan (Lotto-Soudal)                               | Hugo Hofstetter (Arkéa-Samsic)                          |                    |
| 2 mar                       | Włochy             | Trofeo Laigueglia                      | 1.Pro              | Jan Polanc (UAE Team Emirates)                          | Juan Ayuso (UAE Team Emirates)                          | Alessandro Covi (UAE Team Emirates)                     |                    |
| 16 mar                      | Belgia             | Nokere Koerse                          | 1.Pro              | Tim Merlier (Alpecin-Fenix)                             | Max Walscheid (Cofidis)                                 | Arnaud De Lie (Lotto-Soudal)                            |                    |
| 16 mar                      | Włochy             | Mediolan-Turyn                         | 1.Pro              | Mark Cavendish (Quick-Step Alpha Vinyl)                 | Nacer Bouhanni (Arkéa-Samsic)                           | Alexander Kristoff (Intermarché-Wanty-Gobert Matériaux) |                    |
| 17 mar                      | Francja            | Grand Prix de Denain                   | 1.Pro              | Max Walscheid (Cofidis)                                 | Dries De Bondt (Alpecin-Fenix)                          | Adrien Petit (Intermarché-Wanty-Gobert Matériaux)       |                    |
| 18 mar                      | Belgia             | Bredene Koksijde Classic               | 1.Pro              | Pascal Ackermann (UAE Team Emirates)                    | Hugo Hofstetter (Arkéa-Samsic)                          | Tim Merlier (Alpecin-Fenix)                             |                    |
| 20 – 27 marca 2022          | Chiny              | Tour of Hainan                         | 2.Pro              | odwołany                                                |                                                         |                                                         |                    |
| 27 mar                      | Włochy             | GP Industria & Artigianato di Larciano | 1.Pro              | Diego Ulissi (UAE Team Emirates)                        | Alessandro Fedeli (Włochy)                              | Xandro Meurisse (Alpecin-Fenix)                         |                    |
| 2 kwi                       | Hiszpania          | Grand Prix Miguel Indurain             | 1.Pro              | Warren Barguil (Arkéa-Samsic)                           | Aleksandr Własow (Bora-Hansgrohe)                       | Simon Clarke (Israel-Premier Tech)                      |                    |
| 6 kwi                       | Belgia             | Scheldeprijs                           | 1.Pro              | Alexander Kristoff (Intermarché-Wanty-Gobert Matériaux) | Danny van Poppel (Bora-Hansgrohe)                       | Sam Welsford (Team DSM)                                 |                    |
| 10 – 17 kwietnia 2022       | Turcja             | Presidential Cycling Tour of Turkey    | 2.Pro              | Patrick Bevin (Israel-Premier Tech)                     | Jay Vine (Alpecin-Fenix)                                | Eduardo Sepúlveda (Drone Hopper-Androni Giocattoli)     |                    |
| 13 kwi                      | Belgia             | Brabantse Pijl                         | 1.Pro              | Magnus Sheffield (Ineos Grenadiers)                     | Benoît Cosnefroy (AG2R Citroën Team)                    | Warren Barguil (Arkéa-Samsic)                           |                    |
| 18 – 22 kwietnia 2022       | Włochy             | Tour of the Alps                       | 2.Pro              | Romain Bardet (Team DSM)                                | Michael Storer (Groupama-FDJ)                           | Thymen Arensman (Team DSM)                              |                    |
| 3 – 8 maja 2022             | Francja            | Quatre Jours de Dunkerque              | 2.Pro              | Philippe Gilbert (Lotto-Soudal)                         | Oliver Naesen (AG2R Citroën Team)                       | Jake Stewart (Groupama-FDJ)                             |                    |
| 14 maj                      | Francja            | Grand Prix du Morbihan                 | 1.Pro              | Julien Simon (TotalEnergies)                            | Alexander Kristoff (Intermarché-Wanty-Gobert Matériaux) | Jake Stewart (Groupama-FDJ)                             |                    |
| 15 maj                      | Francja            | Tro Bro Leon                           | 1.Pro              | Hugo Hofstetter (Arkéa-Samsic)                          | Luca Mozzato (B&B Hotels-KTM)                           | Connor Swift (Arkéa-Samsic)                             |                    |
| 24 – 29 maja 2022           | Norwegia           | Tour of Norway                         | 2.Pro              | Remco Evenepoel (Quick-Step Alpha Vinyl)                | Jay Vine (Alpecin-Fenix)                                | Lucas Plapp (Ineos Grenadiers)                          |                    |
| 26 – 29 maja 2022           | Francja            | Boucles de la Mayenne                  | 2.Pro              | Benjamin Thomas (Cofidis)                               | Benoît Cosnefroy (AG2R Citroën Team)                    | Alex Aranburu (Movistar Team)                           |                    |
| 5 cze                       | Belgia             | Brussels Cycling Classic               | 1.Pro              | Taco van der Hoorn (Intermarché-Wanty-Gobert Matériaux) | Thimo Willems (Minerva Cycling Team)                    | Tobias Bayer (Alpecin-Fenix)                            |                    |
| 8 – 12 czerwca 2022         | Holandia           | ZLM Tour                               | 2.Pro              | Olav Kooij (Jumbo-Visma)                                | Jakub Mareczko (Alpecin-Fenix)                          | Aaron Van Poucke (Sport Vlaanderen-Baloise)             |                    |
| 11 cze                      | Belgia             | Dwars door het Hageland                | 1.Pro              | Oscar Riesebeek (Alpecin-Fenix)                         | Gianni Vermeersch (Alpecin-Fenix)                       | Florian Sénéchal (Quick-Step Alpha Vinyl)               |                    |
| 15 – 19 czerwca 2022        | Słowenia           | Dirka po Sloveniji                     | 2.Pro              | Tadej Pogačar (UAE Team Emirates)                       | Rafał Majka (UAE Team Emirates)                         | Domen Novak (Bahrain Victorious)                        |                    |
| 15 – 19 czerwca 2022        | Belgia             | Baloise Belgium Tour                   | 2.Pro              | Mauro Schmid (Quick-Step Alpha Vinyl)                   | Tim Wellens (Lotto-Soudal)                              | Quinten Hermans (Intermarché-Wanty-Gobert Matériaux)    |                    |
| 23 – 27 lipca 2022          | Belgia             | Tour de Wallonie                       | 2.Pro              | Robert Stannard (Alpecin-Deceuninck)                    | Loïc Vliegen (Intermarché-Wanty-Gobert Matériaux)       | Mattias Skjelmose (Trek-Segafredo)                      |                    |
| 25 – 31 lipca 2022          | Stany Zjednoczone  | Tour of Utah                           | 2.Pro              | odwołany                                                |                                                         |                                                         |                    |
| 2 – 6 sierpnia 2022         | Hiszpania          | Vuelta a Burgos                        | 2.Pro              | Pawieł Siwakow (Ineos Grenadiers)                       | João Almeida (UAE Team Emirates)                        | Carlos Rodríguez (Ineos Grenadiers)                     |                    |
| 10 sie                      | Belgia             | Tour de l’Eurométropole                | 1.Pro              | Alexander Kristoff (Intermarché-Wanty-Gobert Matériaux) | Dries Van Gestel (TotalEnergies)                        | Victor Campenaerts (Lotto-Soudal)                       |                    |
| 11 – 14 sierpnia 2022       | Norwegia           | Arctic Race of Norway                  | 2.Pro              | Andreas Leknessund (Team DSM)                           | Hugo Houle (Israel-Premier Tech)                        | Nicola Conci (Alpecin-Deceuninck)                       |                    |
| 16 – 20 sierpnia 2022       | Dania              | Danmark Rundt                          | 2.Pro              | Christophe Laporte (Jumbo-Visma)                        | Magnus Sheffield (Ineos Grenadiers)                     | Mattias Skjelmose (Trek-Segafredo)                      |                    |
| 24 – 28 sierpnia 2022       | Niemcy             | Deutschland Tour                       | 2.Pro              | Adam Yates (Ineos Grenadiers)                           | Pello Bilbao (Bahrain Victorious)                       | Ruben Guerreiro (EF Education-EasyPost)                 |                    |
| 4 wrz                       | Stany Zjednoczone  | Maryland Cycling Classic               | 1.Pro              | Sep Vanmarcke (Israel-Premier Tech)                     | Nickolas Zukowsky (Human Powered Health)                | Neilson Powless (EF Education-EasyPost)                 |                    |
| 4 – 11 września 2022        | Wielka Brytania    | Tour of Britain                        | 2.Pro              | Gonzalo Serrano (Movistar Team)                         | Thomas Pidcock (Ineos Grenadiers)                       | Omar Fraile (Ineos Grenadiers)                          |                    |
| 11 wrz                      | Francja            | Grand Prix de Fourmies                 | 1.Pro              | Caleb Ewan (Lotto-Soudal)                               | Dylan Groenewegen (BikeExchange-Jayco)                  | Amaury Capiot (Arkéa-Samsic)                            |                    |
| 13 – 17 września 2022       | Luksemburg         | Tour de Luxembourg                     | 2.Pro              | Mattias Skjelmose (Trek-Segafredo)                      | Kévin Vauquelin (Arkéa-Samsic)                          | Valentin Madouas (Groupama-FDJ)                         |                    |
| 14 wrz                      | Belgia             | Grand Prix de Wallonie                 | 1.Pro              | Mathieu van der Poel (Alpecin-Deceuninck)               | Biniam Girmay (Intermarché-Wanty-Gobert Matériaux)      | Gonzalo Serrano (Movistar Team)                         |                    |
| 15 wrz                      | Włochy             | Coppa Sabatini                         | 1.Pro              | Daniel Felipe Martínez (Ineos Grenadiers)               | Odd Christian Eiking (EF Education-EasyPost)            | Guillaume Martin (Cofidis)                              |                    |
| 17 wrz                      | Belgia             | Primus Classic                         | 1.Pro              | Jordi Meeus (Bora-Hansgrohe)                            | Arnaud Démare (Groupama-FDJ)                            | Max Kanter (Movistar Team)                              |                    |
| 1 paź                       | Włochy             | Giro dell’Emilia                       | 1.Pro              | Enric Mas (Movistar Team)                               | Tadej Pogačar (UAE Team Emirates)                       | Domenico Pozzovivo (Intermarché-Wanty-Gobert Matériaux) |                    |
| 3 paź                       | Niemcy             | Münsterland Giro                       | 1.Pro              | Olav Kooij (Jumbo-Visma)                                | Jasper Philipsen (Alpecin-Deceuninck)                   | Max Walscheid (Cofidis)                                 |                    |
| 3 paź                       | Włochy             | Coppa Bernocchi                        | 1.Pro              | Davide Ballerini (Quick-Step Alpha Vinyl)               | Corbin Strong (Israel-Premier Tech)                     | Stefano Oldani (Alpecin-Deceuninck)                     |                    |
| 4 paź                       | Włochy             | Tre Valli Varesine                     | 1.Pro              | Tadej Pogačar (UAE Team Emirates)                       | Sergio Higuita (Bora-Hansgrohe)                         | Alejandro Valverde (Movistar Team)                      |                    |
| 6 paź                       | Włochy             | Giro del Piemonte                      | 1.Pro              | Iván García Cortina (Movistar Team)                     | Matej Mohorič (Bahrain Victorious)                      | Alexis Vuillermoz (TotalEnergies)                       |                    |
| 8 – 11 października 2022    | Chiny              | Tour of Taihu Lake                     | 2.Pro              | odwołany                                                |                                                         |                                                         |                    |
| 9 paź                       | Francja            | Paryż-Tours                            | 1.Pro              | Arnaud Démare (Groupama-FDJ)                            | Edward Theuns (Trek-Segafredo)                          | Sam Bennett (Bora-Hansgrohe)                            |                    |
| 11 – 18 października 2022   | Malezja            | Tour de Langkawi                       | 2.Pro              | Iván Sosa (Movistar Team)                               | Hugh Carthy (EF Education-EasyPost)                     | Torstein Træen (Uno-X Pro Cycling Team)                 |                    |
| 16 paź                      | Japonia            | Japan Cup                              | 1.Pro              | Neilson Powless (EF Education-EasyPost)                 | Andrea Piccolo (EF Education-EasyPost)                  | Benjamin Dyball (Team Ukyo)                             |                    |